# Колумбійська комуністична партія
Колумбійська комуністична партія (ісп. Partido Comunista Colombiano) або PCC - комуністична партія в Колумбії. Партія була заснована у 1930 році і до 1991 року мала назву Комуністична партія Колумбії (Partido Comunista de Colombia).
Наразі партію очолює Хайме Кайседо. Партія публікує щотижневу газету Voz (Голос).

## Історія
Перші спроби створити комуністичну партію в Колумбії датовані 1 травня 1924 року групою Сільвестра Савицького.
Партія була заснована у 1930 році і представляла колумбійську ланку Комінтерну. До 1991 року партія мала назву Комуністична партія Колумбії (Partido Comunista de Colombia)
У середині 1960-х Державний департамент США оцінив, що членство в партії приблизно 13 000.
Відомо, що три члени партії пройшли навчання у спеціальному підрозділі Штазі (Міністерство державної безпеки НДР), яке додатково супроводжувалось офіцерами КДБ. Навчання охоплювали широкий спектр методів воєнізованої інфільтрації та диверсій, але додаткові деталі невідомі.
Компартія була членом коаліції партії Соціально-політичний фронт (FSP), яка згодом об'єдналася в альянс Альтернативного демократичного полюсу (АДП). Партія була виключена з альянсу у серпні 2012 року через приналежність до іншого політичний союз Патріотичний Марш. 
З 1994 по 1998 партія мала свої представників в сенаті Колумбії.

### Відносини з FARC
Революційні збройні сили Колумбії (FARC) були засновані як збройне крило партії в 1964 році, але дві організації розділилися в 1993 році.

#### Ранні роки
Під час і після громадянської війни в Ла Віоленсії, яка мала місце в Колумбії з кінця 40-х до середини 50-х років, комуністи налагоджували зв'язки з кількома ліберальними повстанськими і нерегулярними сільськими загонами, більшість з яких номінально залежали від офіційної Колумбійської ліберальної партії і врешті демобілізувалися. до кінця цього війни. Групи, які мали тісніші стосунки з Компартією не склали зброю та зберегли організаційні структури. У 1947 р. з колишніх членів компартії була сформована Комуністична лейберальна партія, що проіснувала нетривалий час. 
Пізніше, в 1964 році, частина цих повстанців перетвориться на Революційні збройні сили Колумбії (FARC-EP), які спочатку вважалися офіційним збройним крилом Комуністичної партії. Протягом 1960-х та 1970-х років керівництво компартії переважно проводило діяльність в містах, підтримуючи операції FARC, регулярно проводячи акції солідарності та пожертвування членів та підрозділів FARC, а також періодично надаючи інші форми допомоги (запаси, обладнання, розвідка, політичні кадри або ідеологічна література). 
Компартія виправдовувала операції повстанців як збройну складову боротьби проти капіталізму та імперіалізму в Колумбії, в той самий час вона продовжувала брати участь у легальній виборчій діяльності незалежно від FARC. Вважається, що обидві діяльності називались компартією та FARC "поєднанням всіх форм боротьби". 

#### Розрив стосунків
В кінці 1980-х Компартія та FARC поступово відокремились один від одного для ведення незалежної політичної діяльності. Обидві організації мали взаємні претензії, наприклад, щодо того, яка організація матиме більший вплив та контроль над новоствореною політичною силою Патріотичний Союз під час її формування, а пізніше питання щодо участі у виборах, (врешті-решт, Компартія прийняла перевагу FARC в цьому питанні). FARC почали відокремлюватися від легальної діяльності Патріотичного Союзу, починаючи з 1987 року. 
Інші розбіжності полягали в тому, що Колумбійська комуністична партія прагнула слідувати тим змінам, які пропагувала політика Радянського Союзу під час «холодної війни», що FARC-EP не вважали за потрібне. Після падіння Берлінського муру розбіжності між двома сторонами посилилась. Принцип "поєднання всіх форм боротьби" також був поставлений під сумнів деякими членами керівництва Компартії та Патріотичного Союзу.  
Колумбійська комуністична партія офіційно розірвала стосунки з Революційні збройні сили Колумбії (FARC) в 1993 році. 
Результатом розриву стало  створення окремої Підпільна колумбійської комуністична партії, хоча окрема внутрішня партійна структура на базі FARC існувала фактично протягом більшої частини 1990-х. Обидві організації залишилися абсолютно незалежні у своїй діяльності, хоча окремі члени обох сторін, можливо, продовжували підтримувати робочі стосунки. 

### Переслідування
Протягом більшої частини своєї історії Колумбійська комуністична партія зазнавала репресій та переслідувань як урядовців так і приватних осіб. Компартія була сильно ослаблена воєнізованими розправами та вбивствами з початку 1980-х до середини 1990-х.
Провідного діяча Компартії Артуро Діас Гарсію було вбито 21 грудня 2005 року в коррегіміенто Точе  муніципалітету Ібаге, департаменту Толіма. Прихильники Давіда Равело, члена центрального комітету Компартії, який відбуває 18-річний термін покарання за замах на вбивство посадовця муніципалітету, стверджують, що він є політв'язнем, який був незаконно притягнутий до кримінальної відповідальності.[неавторитетне джерело]